# Quilòmetre per hora
El quilòmetre per hora (símbol: km/h) és una unitat derivada del SI de velocitat escalar i vectorial. Un objecte que viatja a 1 km/h es mouria 1 quilòmetre al cap d'una hora sempre que la velocitat es mantingués constant durant aquest període.

## Exemples de velocitat en km/h
| 5 km/h       | Velocitat mitjana d'un ésser humà caminant                                    |
| 20 km/h      | Velocitat mitjana d'una bicicleta sense fer gaire esforç                      |
| 50 km/h      | Velocitat límit de trànsit en zones residencials                              |
| 80-90 km/h   | Velocitat límit en determinats vials com algunes avingudes                    |
| 110-120 km/h | Velocitat límit en la majoria de vies interurbanes                            |
| 300 km/h     | Velocitat que agafen alguns trens. Velocitat que pot arribar un Falcó pelegrí |
| 1 000 km/h   | Velocitat que agafen alguns avions de passatgers                              |
| 2 000 km/h   | Velocitat que agafen alguns avions de combat                                  |
| 40 320 km/h  | Velocitat d'escapament de la Terra                                            |

## Equivalències i conversió
Malgrat l'ús freqüent que en fem, cal assenyalar que el quilòmetre per hora no és una unitat del Sistema Internacional (SI), ja que l'hora tampoc no n'és. Per això, quan parlem de velocitat, és molt comú també l'ús del metre per segon, que és la unitat reconeguda pel SI.
Per tot plegat, resulta molt útil la conversió de quilòmetre per hora a metre per segon i viceversa. La conversió és molt senzilla; n'hi ha prou amb recordar que 1 km = 1000 m i que 1 h = 3600 s. D'aquesta manera: 
{\displaystyle 1\,{\frac {\mathrm {km} }{\mathrm {h} }}={\frac {1000\;\mathrm {m} }{3600\;\mathrm {s} }}={\frac {1}{3,6}}{\frac {\mathrm {m} }{\mathrm {s} }}\;}
Així, per passar de quilòmetre per hora a metre per segon cal dividir per 3,6. En canvi, per passar de metre per segon a quilòmetre per hora cal multiplicar per 3,6: 
Exemples: 
- 10 km/h = 2,78 m/s
- 50 m/s = 180 km/h

D'acord amb el que s'ha dit, i comptant amb altres unitats, hom pot establir les següents equivalències:
- 1 km/h = 0,278 m/s
- 1 m/s = 3,6 km/h

- 1 km/h = 0,621 mph
- 1 km/h = 0,911 peus per segon
- 1 nus = 1,852 km/h